# Elymus violaceus
Elymus violaceus är en gräsart som först beskrevs av Jens Wilken Hornemann, och fick sitt nu gällande namn av J.Feilberg. Elymus violaceus ingår i släktet elmar, och familjen gräs. Inga underarter finns listade i Catalogue of Life.